# Computação autonômica
Computação autonômica (do inglês Autonomic Computing) é uma área da computação, resultado de uma iniciativa da IBM de 2001, cujo objetivo é o desenvolvimento de sistemas computacionais capazes de auto-gerenciamento e adaptação a mudanças imprevisíveis, permitindo a expansão de sistemas computacionais complexos e uma melhor utilização dos recursos computacionais.
Um sistema autônomo toma decisões por si próprio, utilizando instruções de alto nível, que irão verificar constantemente os procedimentos realizados e otimizá-los, adaptando-se a novas condições.